# 满归林业局
满归林业局是一个位于中华人民共和国内蒙古自治区根河市的类似乡级单位，亦是中国内蒙古森林工业集团所属的一个林业局。
满归林业局建于1964年，位于大兴安岭北麓西北坡，总面积39.1万公顷，活立木总蓄积3256万立方米，森林覆盖率94%，林业人口8823人。

## 行政区划
满归林业局下辖以下单位：
北岸林场、白马林场、河西林场、高地林场、孟库林场、乌龙岱林场。